# Pub Royal (comédie musicale)
Pour les articles homonymes, voir Pub Royal.
Pub Royal est une comédie musicale construite autour des musiques des Cowboys fringants dont la première représentation s'est tenue le 22 novembre 2023. Elle reprend plusieurs des titres phares du groupe ainsi que 5 chansons inédites (diffusées quelques mois après la première dans l'album du même nom). La pièce est mise en scène par Sébastien Soldevila (Les 7 Doigts de la main) et les rôles principaux sont tenus par Kevin Houle (Siriso) et Richard Charest (Jonathan).

## Historique
L'idée du spectacle prend forme durant la pandémie de Covid-19, alors que la compagnie de cirque Les Sept Doigts de la main est désireuse d'associer rock alternatif, folk québécois et mise en scène circassienne. Le spectacle est alors conçu comme une « anti-comédie musicale ».
Le 15 novembre 2023, Karl Tremblay le chanteur emblématique des Cowboys Fringants décède subitement à l’âge de 47 ans. Malgré sa disparition, la première de Pub Royal est maintenue le 22 novembre. Le spectacle est d'abord joué au Grand Théâtre de Québec puis à la Place des Arts de Montréal en décembre.
La pièce est un succès majeur et est jouée 36 fois au Québec durant l'hiver 2023-2024 puis à Paris en avril 2024.

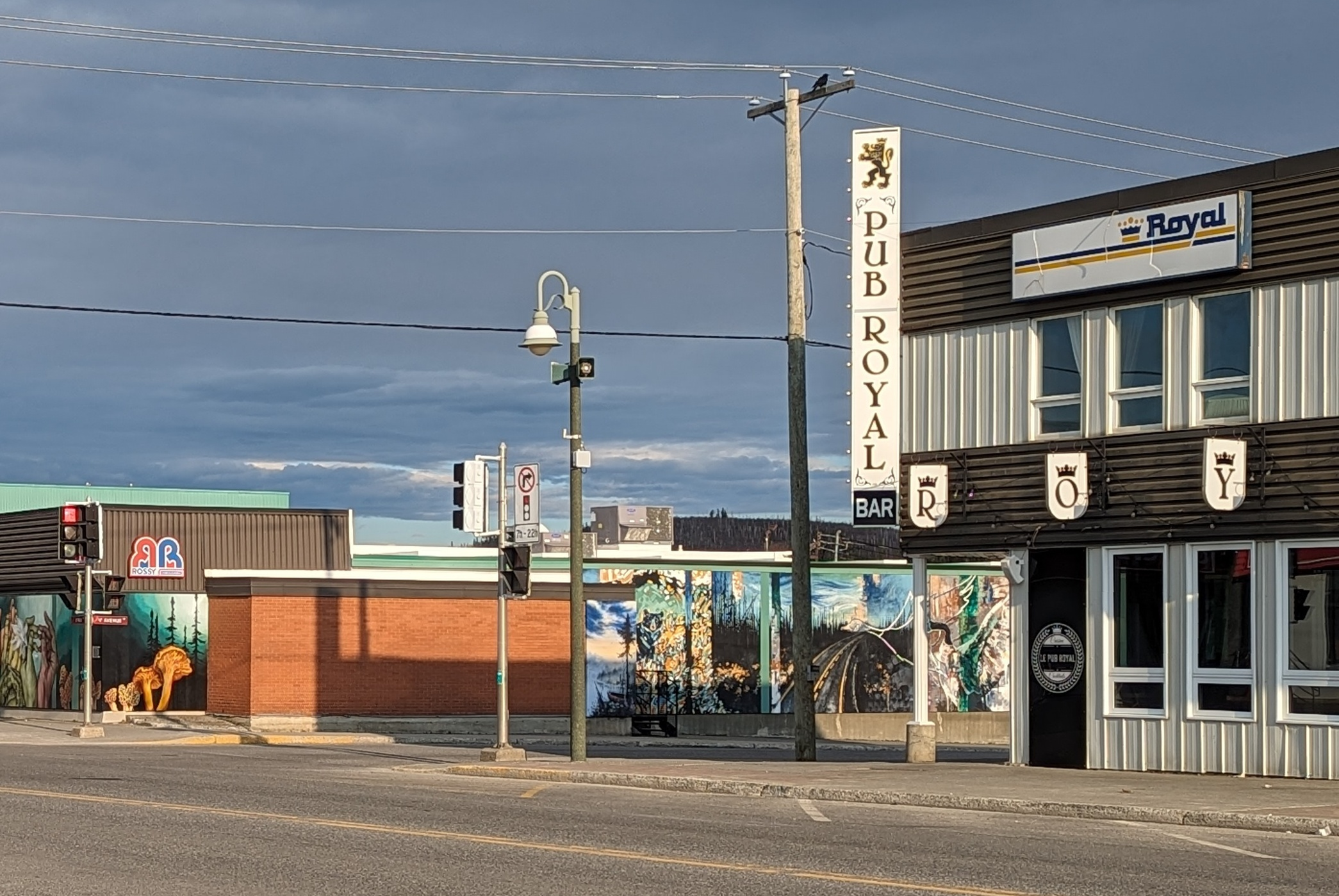
Vue sur la 3E rue de Chibougamau et le « pub Royal », inspiration pour le titre de la chanson puis de la comédie musicale et de l'album.

Le 25 avril 2024, à minuit, l'album Pub Royal sort sur les plateformes numériques. L'album tire son nom de la comédie musicale ainsi que du nom de la dernière chanson de l'album Octobre. Les cinq pièces créées pour ce spectacle s'y trouvent (Bienvenue chez nous, Loulou vs Loulou, La Fin du show, Questions sans réponses et (re)Bienvenue chez vous) et sont interprétées par Karl Tremblay, ce dernier ayant pu les enregistrer avant sa mort en novembre 2023. Les autres chansons sont interprétées par Jean-François Pauzé et Marie-Annick Lépine. Les paroles de la chanson La fin du show (interprétée par Johnny Flash/Martin Giroux dans la comédie musicale) font écho au départ de Tremblay,.
35 dates supplémentaires sont ajoutées au Québec en 2024 et Pub Royal franchi à nouveau l’Atlantique le 7 avril 2025 avec l'ouverture à Nantes d'une nouvelle tournée européenne à travers la France, la Suisse et la Belgique,.

## Description

### Résumé
Jonathan Doyer (Richard Charest), courtier en assurance, atterrit au pub Royal après un accident de voiture espérant pouvoir y appeler une dépanneuse. Le bar est une forme de purgatoire où vivent des d’éclopés ː Normand (Yvan Pedneault), camionneur, Yves (Christian Laporte), chômeur, Johnny Flash (Martin Giroux), une ancienne star de la musique, Loulou (Émilie Josset), une rockeuse fatiguée et Catherine (Alexia Gourd), serveuse au passé qui la hante. Ces personnalités sont conduites par Siriso (Kevin Houle), étrange maître de cérémonie à la fois présenté comme un bienfaiteur et le geôlier. Jonathan, convaincu d'être le seul « normal » va finalement se trouver face au vide de sa propre vie.

### Composition
La pièce en deux actes repose sur 14 chansons : 9 chansons historiques des Cowboys fringants ainsi que 5 nouvelles chansons composées par Jean-François Pauzé (Bienvenue chez nous, Loulou vs Loulou, La Fin du show, Questions sans réponses et (re)Bienvenue chez vous),,. L'œuvre est mise en scène par Sébastien Soldevila et la troupe circassienne québécoise Les 7 Doigts de la main.
L'œuvre réunit 20 artistes sur scène dont sept danseurs, six acrobates et sept comédiens/chanteurs. Cette diversité permet de faire cohabiter en symbiose le cirque (dont la voltige), le chant, la danse et le théâtre.

### Distribution
Comédiens/chanteurs, :

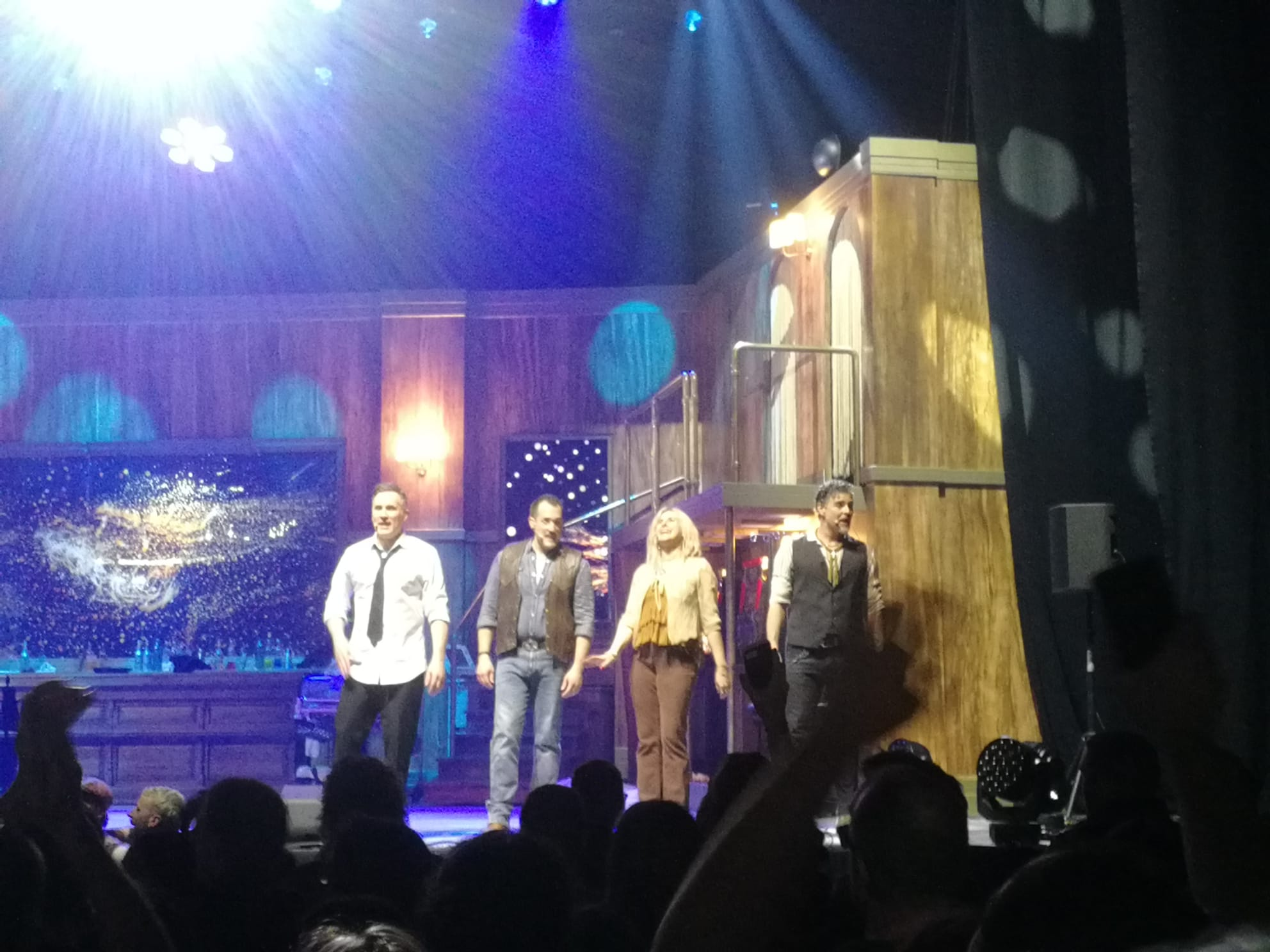
De gauche à droite: Richard Charest (Jonathan Doyer), Yvan Pedneault (Normand), Émilie Josset (Loulou) et Martin Giroux (Johnny Flash).

- Richard Charest (Jonathan Doyer),
- Kevin Houle (Siriso),
- Martin Giroux (Johnny Flash),
- Émilie Josset (Loulou),
- Alexia Gourd (Catherine),
- Yvan Pedneault (Normand),
- Christian Laporte et Jérémie Roy (Yves).

Danseurs : 
- Gabrielle Roy,
- Kennedy Henry,
- Merryn Kritzinger,
- Sunny Boisvert,
- Danny Amaral De Matos,
- Eric Olivier,
- Guillaume Michaud.

Artistes de cirque : 
- Sabina Arizmendi Fernandez,
- Victor Crépin,
- Marie-Ève Dicaire,
- Teo Le Baut,
- Justine Méthé-Crozat,
- Kei Nguyen,
- Jérémy Saint-Jean.

## Accueil
Pub Royal reçoit un accueil extrêmement positif. Au Grand Rex, à Paris, en avril 2024, c'est un triomphe. Sébastien Soldevila, le metteur en scène déclarera plus tard dans Le Journal de Québec : « Kevin [Houle] était obligé de revenir trois ou quatre fois pour demander aux gens de quitter la salle [...] le public a continué de chanter dans le lobby et dans la rue. Les gens ont même bloqué la rue en chantant les chansons des Cowboys ».
Le 30 octobre 2024, au gala de l'ADISQ, Jean-François Pauzé, Sébastien Soldevila et Olivier Kemeid reçoivent pour Pub Royal le Prix Félix du « script de spectacle de l'année ». Sébastien Soldevila reçoit également avec Olivier Landreville le prix « Mise en scène et scénographie ».
Le 8 janvier 2025, un peu plus d'un an après la première, le spectacle est joué pour la 100e fois,.
Avant le lancement de la seconde tournée en 2025, le spectacle avait déjà été vu par plus de 150 000 personnes au Québec.